# Улица Маршала Конева (Тверь)
Улица Ма́ршала Ко́нева — улица в Пролетарском районе города Твери, проходит от проспекта Калинина до Старицкого шоссе.

## География
Улица Маршала Конева начинается от проспекта Калинина, проспекта Ленина и железной дороги Москва — Петербург. Идёт в юго-западном направлении. Пересекает улицу Воровского, Академический переулок, является северной границей Первомайской рощи. Переходит в Старицкое шоссе. Общая протяжённость улицы составляет более 2 км.

## История
Проезжая часть по этому направлению исторически существовала как начало дороги на Старицу и Ржев. В конце XIX века участок дороги до первого поворота направо (до современного дома № 25) был застроен частным сектором с одной нечётной стороны. Эта улица стала главной (изначально единственной) улицей Суринской слободы. Получила название Суринская улица, образованное от по фамилии купца Сурина, владельца 1-го дома.
В начале 1920-х годов чётная сторона Суринской улицы была застроена частным сектором. В то же время начали застраивать её продолжение после поворота. Оно получило название 1-я Беговая улица. В течение 1920-х годов нечётная сторона улицы была застроена до Кооперативной улицы, а чётная — до современной Партизанской улицы, не имевшей на тот момент названия.
В 1929 году Суринская улица была переименована в Молодёжную, но вскоре её включили в состав 1-й Беговой улицы. В 1930-х годах чётная сторона от 3-й Республиканской до 1-й Республиканской улицы была застроена частным сектором.
В 1976 году улица прлучла современное название — в честь Ивана Конева.
В 1980-х годах были построены жилые дома № 2 и 10, пристройка к дому № 12. В 2009 году было завершено строительство многоэтажного жилого дома № 12 к. 1.

## Здания и сооружения
- Дом 71. Рядом с клинической больницей скорой помощи расположен православный храм Апостола Луки. Построен в 2007—2009 годах. Действует[5].

## Организации и учреждения
- Дом 5 — магазин «Рыболов»[6].
- Дом 71 — Клиническая больница скорой медицинской помощи.